# Fighting Temptations
Fighting Temptations (Originaltitel: The Fighting Temptations) ist ein Kinofilm über einen Gospel-Wettbewerb mit Oscar-Gewinner Cuba Gooding, Jr. und Beyoncé Knowles aus dem Jahr 2003. In Deutschland war der Kinostart am 8. Juli 2004.

## Handlung
Darrin Hill, ein aalglatter aber glückloser New Yorker Werber, kehrt in seine Heimatstadt in Georgia zurück, um das Erbe seiner Tante anzutreten. Doch bevor Darrin die Kohle kassieren kann, muss er den letzten Wunsch seiner verstorbenen Tante erfüllen: einen ortsansässigen Chor aufstellen und ihn zum Sieg beim alljährlichen Gospel-Wettbewerb führen.
Er findet schnell heraus, dass es in seiner Heimatstadt nur so von schillernden Typen wimmelt, von denen aber keiner singen kann. Doch dann trifft er Lilly, eine hübsche Jazz-Sängerin mit einer himmlischen Stimme. Für Darrin ist sie die Antwort auf seine Gebete … falls es ihm gelingt, sie von seinen guten Absichten zu überzeugen und zum Singen zu überreden.
Bei dem Versuch, seine „geistlich-bunte Gesangsmischung“ zum Sieg zu führen erkennt er nebenbei, dass ihm seine Tante weit mehr hinterlassen hat als das Erbe.

## Hintergrund
Mit Auftritten von Steve Harvey, Shirley Caesar, Ann Nesby, Eddie Levert & Walter Williams von den O’Jays, Rue McClanahan (bekannt aus Golden Girls), Sänger Montell Jordan, Bilal, Angie Stone und T-Bone.

## Kritiken
„Der sich im Zwiespalt zwischen dem Heiligen und dem Profanen bewegende Musikfilm entwickelt die unspektakuläre Geschichte beinahe betulich und präsentiert die mitreißende Musik ohne glamourösen Look. Dabei spiegelt die Show, die der Chor am Ende bietet, ein zutiefst demokratisches Verständnis von kirchlicher Repräsentation: Jeder ist willkommen, am göttlichen Wunder teil zu haben, denn alle Musikstile sind Variationen desselben spirituellen Zugangs zur Welt.“

## Soundtrack
1. Fighting Temptation 
 (Beyoncé, Missy Elliott, Free & MC Lyte)
2. I Know 
 (Destiny’s Child)
3. Rain Down 
 (Angie Stone & Eddie Levert, Sr. von den O’Jays)
4. To Da River 
 (T-Bone, Zane & Montell Jordan)
5. I'm Getting Ready 
 (Ann Nesby)
6. The Stone 
 (Shirley Caesar & Ann Nesby)
7. Heaven Knows 
 (Faith Evans)
8. Fever 
 (Beyoncé)
9. Everything I Do 
 (Beyoncé & Bilal)
10. Loves Me Like A Rock 
 (O’Jays)
11. Swing Low Sweet Chariot 
 (Beyoncé)
12. He Still Loves Me 
 (Beyoncé & Walter Williams, Sr. von den O’Jays)
13. Time To Come Home 
 (Beyoncé, Angie Stone & Melba Moore)
14. Don't Fight The Feeling 
 (Solange feat. Para Peu)
15. Summertime 
 (Beyoncé feat. P. Diddy)

## Auszeichnungen
- Image Award: Auszeichnung als Bester Film
- Black Reel Award: Auszeichnungen in den Kategorien Bester Soundtrack und Bester Song
- American Black Film Festival: Auszeichnung als Film of the Year für Jonathan Lynn
- Die Deutsche Film- und Medienbewertung FBW in Wiesbaden verlieh dem Film das Prädikat wertvoll.